# Bujakowska Góra
Bujakowska Góra (729 m n.p.m.), Bujakowski Groń (749 m) – szczyt w północnej części Grupy Magurki Wilkowickiej w Beskidzie Małym. Znajduje się w jej głównym grzbiecie wznoszącym się na zachodnich brzegach Soły i jest najdalej na północ wysuniętym szczytem tej grupy. Na szczycie Bujakowskiego Gronia grzbiet zakręca w kierunku południowo-wschodnim i poprzez Zasolnicę opada do doliny Soły. Między podnóżami tego grzbietu i Żaru wybudowano na Sole Zaporę w Porąbce, za którą powstał sztuczny zbiornik wodny – Jezioro Międzybrodzkie. Pomiędzy grzbietem Bujakowskiegj Góry, a południowym grzbietem Chrobaczej Łąki spływa potok Żarnówka Mała.
Nazwa szczytu pochodzi od Bujakowa, wsi u północno-wschodnich podnóży góry. Do wsi tej należą szczyt oraz północne i wschodnie stoki Bujakowskiego Gronia, stoki południowe należą do Żarnówki Małej (część wsi Międzybrodzie Bialskie). Szczyt ten ma też nazwę Waliska. Jest to stara, miejscowa nazwa szczytu pochodząca od zwalisk skalnych znajdujących się na stokach góry.
Bujakowski Groń jest porośnięty lasem. Od zapory wodnej w Porąbce prowadzą jego stokami dwa szlaki turystyczne. Obydwa omijają jego wierzchołek: czerwony szlak po południowej stronie, niebieski po północnej.
Piesze szlaki turystyczne
 Kozy – Zasolnica – Zapora Porąbka. Czas przejścia: 2:10 h, ↑ 2:20 h
 Mały Szlak Beskidzki na odcinku: Zapora Porąbka – Zasolnica- Bujakowska Góra – Chrobacza Łąka – Groniczki – Gaiki – Czupel – Bielsko-Biała. Czas przejścia: 4:05 h, ↑ 4:25 h